# Van der Graaf Generator
Van der Graaf Generator («Генератор Ван де Граафа») — британская прогрессив-рок-группа 60-х и 70-х годов XX века.
Имя группы происходит от названия электростатического генератора Ван де Граафа (Van de Graaff generator).

## История
Группа была сформирована в 1967 году, в период учёбы её членов в Манчестерском университете (Manchester University). Первоначально она состояла из трёх человек — Питера Хэммила (Peter Hammill) (гитара и вокал), Ника Пирна (Nick Pearne) (орган) и Криса Джаджа Смита (Chris Judge Smith) (барабан и духовые). В этом составе они успели записать только один сингл «The People You Were Going To» до того, как разошлись в середине 1969 года, и Пирн не был заменён Хью Бэнтоном (Hugh Banton).
Позднее в 1969 году сформировался новый состав "Van der Graaf Generator", состоящий из Питера Хэммила (гитара, фортепиано, вокал), Кита Эллиса (Keith Ellis) (бас-гитара), Хью Бэнтона (клавишные) и Гая Эванса (Guy Evans) (ударные). Этот состав группы появился во время записи альбома The Aerosol Grey Machine, первоначально запланированного как сольный альбом Хэммила. В тот период альбом был издан на территории США.
При записи второго альбома группы (The Least We Can Do is Wave to Each Other, 1970) последовали новые изменения состава её участников: из неё ушёл Эллис и появился Ник Поттер (Nic Potter) (бас-гитара). Эллиса заменил Дэвид Джексон (David Jackson) (саксофон, флейта). Это привело к формированию нового звучания музыки группы — психоделические оттенки «The Aerosol Grey Machine» уступили место джазовым и классическим мотивам. Альбом был тепло принят публикой, и в этом же году последовала следующая пластинка — «H to He, Who Am the Only One». В процессе её записи из «Van der Graaf Generator» ушел Поттер и группа решила обходиться без бас-гитариста, с помощью басовых педалей органа Бэнтона. Свой вклад в альбом внёс Роберт Фрипп из группы «King Crimson» — он сыграл на гитаре в композиции «The Emperor in His War-Room».
Квартет из Хэммила, Бэнтона, Джексона и Эванса, записавший альбом «H to He, Who Am the Only One» (1970), принято считать «классическим» составом группы. Эта четвёрка (снова при помощи гитариста Роберта Фриппа) в 1971 году записала следующий альбом «Van der Graaf Generator» — Pawn Hearts, рассматриваемый многими как лучший. Он содержит лишь три песни: «Lemmings», 20-минутную концептуальную композицию «A Plague of Lighthouse Keepers» и «Man-Erg». Альбом стал очень популярен в Италии, на протяжении 12 недель удерживаясь на вершине её хит-парада. Группа активно гастролировала с 1970 по 1972 годы, но недостаток поддержки со стороны звукозаписывающей компании и, возможно, финансовые трудности привели группу к распаду.
Хэммил решил заняться сольной карьерой. Бэнтон, Джексон и Эванс, среди прочих, вносили свой вклад в сольную работу Хэммила в её различные периоды, участвуя как записи студийных альбомов, так и концертных выступлениях.
В 1973 году трио Бэнтон, Джексон и Эванс записали под именем «The Long Hello» совместно с Ником Поттером, Седом Кёртисом (Ced Curtis) и Пьеро Миссиной (Piero Messina) альбом с одноимённым названием.
В 1975 году группа объединилась в «классическом» составе и в течение 12 месяцев сумела записать три новых альбома. Музыканты самостоятельно занимались продюсированием звукозаписи (все предыдущие альбомы группы были записаны продюсером Джоном Энтони (John Anthony) на студии «Трайдент» (Trident Studios)). Звучание альбомов стало более целостным и зрелым.
Ко времени выхода альбома World Record в 1976 году из группы вначале ушёл Бэнтон, а затем Джексон. Ник Поттер вернулся, а Бэнтон был достаточно неожиданно заменён скрипачом Грэхэмом Смитом (Graham Smith). Группа сократила своё длинное название до «Van der Graaf». В этом составе «Van der Graaf» выпустили два альбома, один из них концертный, пока группа окончательно не распалась в 1978 году.
Один альбом, содержащий «новый» материал (Time Vaults, 1982), был издан после разделения группы. Это был сборник неизданных ранее, изъятых из альбомов композиций и репетиционных материалов периода с 1972 по 1975 годы. Качество звучания на нём различалось: от стандартов демозаписей до весьма плохого.
После распада группа в «классическом» составе время от времени давала концерты. В 1991 они сыграли несколько песен на праздновании сорокалетия жены Дэвида Джексона. В 1996 году квартет исполнил песню «Lemmings» во время концерта Хэммила и Эванса в капелле Юнион (Union Chapel). 
возрождение
В 2003 году четверка исполнила «Still Life» в концертном зале королевы Елизаветы (Queen Elizabeth Hall) в Лондоне.
После этого концерта, летом 2004 года, группа занялась написанием и репетицией новых композиций. 
Двойной CD Present, содержащий новый материал, был выпущен в апреле 2005 года. 
В мае 2005 года состоялся концерт, посвященный воссоединению группы в Королевском фестивальном зале (Royal Festival Hall) в Лондоне. Группа также провела серию концертов в Европе летом и осенью 2005 года, в том числе в России (25 октября в Санкт-Петербурге и 26 октября в Москве).
В конце 2005 года группу покинул Дэвид Джексон.
В 2007 году вышел двойной диск Real Time, содержащий полную запись лондонского концерта группы 6 мая 2005 года (первый концерт после воссоединения). Японская версия этого концертного альбома состояла из трех дисков, на последнем были представлены ещё четыре записи из гастрольного турне 2005 года.
В 2007 году группа в составе Бэнтон/Эванс/Хэммил провела серию концертов в Европе, а в марте 2008 группа выпустила новый альбом «Trisector». В 2008 году группа гастролировала по Европе и Японии, в том числе 20 апреля 2008 года дала концерт в Москве в клубе «Б1 Maximum». В начале 2009 года группа провела мини-тур по Европе. Летом 2009 года состоялось первое полноценное концертное турне по США и Канаде. В июле-августе — три концерта в Италии на открытом воздухе.
Единственный концерт в 2010 году состоялся в маленьком концертом зале лондонской студии "Metropolis".
В течение 2010 года группа работала в студии над новым альбомом A Grounding in Numbers, который вышел 14 марта 2011 года.
В 2014—2015 гг. "Van der Graaf Generator" скооперировались с российско-итальянским художником Владиславом Шабалиным для арт-проекта Earlybird Project; название проекта происходит от композиции VDGG «Earlybird», которая открывает альбом 2012 года ALT.

## Состав группы

### Текущий состав
- Питер Хэммилл (англ. Peter Hammill) — вокал, гитара, фортепьяно (1967—1972, 1975—1978, 2005—наши дни)
- Хью Бэнтон (англ. Hugh Banton) — орган,  бас-педаль, бас-гитара (1968—1972, 1975—1976, 2005—наши дни)
- Гай Эванс (англ. Guy Evans) — ударные (1968—1972, 1975—1978, 2005—наши дни)

### Бывшие участники
- Крис Джадж Смит (англ. Chris Judge Smith) — вокал, ударные, духовые (1967—1968)
- Ник Пирн (англ. Nick Pearne) — орган (1967—1968)
- Кит Эллис (англ. Keith Ellis) — бас-гитара (1968—1969) †
- Ник Поттер (англ. Nic Potter) — бас-гитара (1969—1970, 1977—1978) †
- Дэвид Джексон[англ.] (англ. David Jackson) — саксофон, флейта (1969—1972, 1975—1977, 1978, 2005—2006)
- Грэм Смит (англ. Graham Smith) — скрипка (1977—1978)
- Чарльз Дикки (англ. Charles Dickie) — виолончель (1978)

## Дискография

### Альбомы
- 1969 — The Aerosol Grey Machine
- 1970 — The Least We Can Do is Wave to Each Other
- 1970 — H to He, Who Am the Only One
- 1971 — Pawn Hearts
- 1975 — Godbluff
- 1976 — Still Life
- 1976 — World Record
- 1977 — The Quiet Zone/The Pleasure Dome (как Van der Graaf)

- 2005 — Present
- 2008 — Trisector
- 2011 — A Grounding in Numbers[англ.]
- 2012 — ALT[англ.]
- 2016 — Do Not Disturb[англ.]

### Концертные записи
- Vital (1978) (как Van der Graaf)
- Maida Vale - The Radio One Sessions (1994)
- Real Time (2007)
- Live at the Paradiso (2009)
- Live at Metropolis Studios 2010 (2012)
- Merlin Atmos (2015)

### Сборники
- 68-71 (1972)
- Repeat Performance (1980)
- First Generation: Scenes from 1969-1971 (1986)
- Second Generation: Scenes from 1975-1977 (1986)
- I Prophesy Disaster (1993)
- Now And Then (1998)
- An Introduction (2000)
- The Box (2000)

### Видео группы
- Masters From the Vaults (2003)
- Godbluff Live (2003)
- Inside VdGG (2005)
- Live At The Paradiso (2009)